# Кюв
Кюв (фр. Cuve) — коммуна во Франции, находится в регионе Франш-Конте. Департамент — Верхняя Сона. Входит в состав кантона Вовиллер. Округ коммуны — Люр.
Код INSEE коммуны — 70194.

## География
Коммуна расположена приблизительно в 310 км к востоку от Парижа, в 75 км севернее Безансона, в 32 км к северу от Везуля.

## Население
Население коммуны на 2010 год составляло 163 человека.
| 1962 | 1968 | 1975 | 1982 | 1990 | 1999 | 2010 |
| ---- | ---- | ---- | ---- | ---- | ---- | ---- |
| 119  | 122  | 135  | 114  | 118  | 153  | 163  |

## Администрация
| Период | Период | Фамилия             | Партия | Примечания |
| ------ | ------ | ------------------- | ------ | ---------- |
| 2001   | 2008   | Доминик Кьявальдини |        |            |
| 2008   | 2014   | Жерар Дусе          |        |            |

## Экономика
В 2010 году среди 111 человек трудоспособного возраста (15—64 лет) 87 были экономически активными, 24 — неактивными (показатель активности — 78,4 %, в 1999 году было 67,7 %). Из 87 активных жителей работали 75 человек (42 мужчины и 33 женщины), безработных было 12 (7 мужчин и 5 женщин). Среди 24 неактивных 11 человек были учениками или студентами, 9 — пенсионерами, 4 были неактивными по другим причинам.

## Фотогалерея

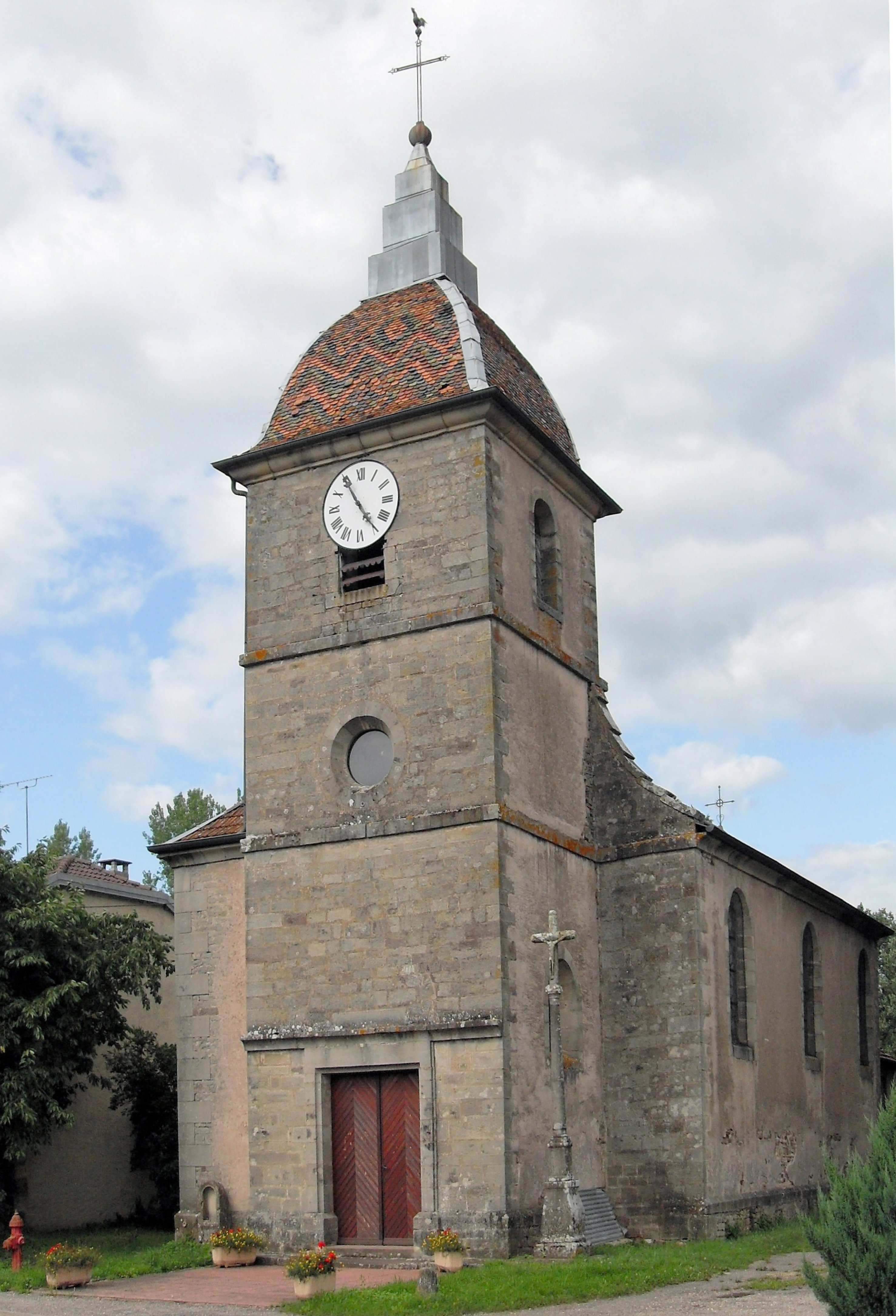
Церковь Св. Ремигия
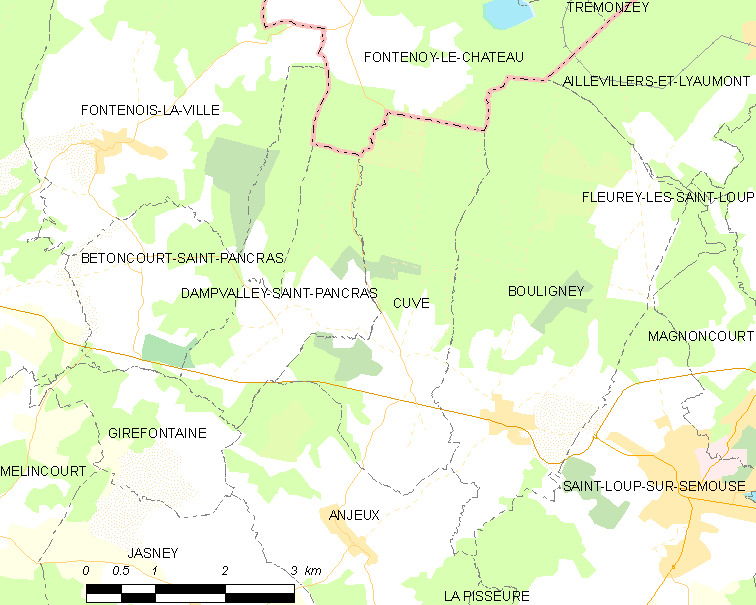
Карта коммуны